# 宋子良
宋 子良（そう しりょう）は、中華民国の実業家・銀行家。国民政府で権勢を誇った四大家族の1つ宋家の一員。「宋氏三姉妹」（宋靄齢・宋慶齢・宋美齢）はいずれも姉に当たり、行政院長（首相）・外交部長を務めた宋子文は兄に当たる。祖籍は広東省瓊州府文昌県。

## 事跡
上海の聖ヨハネ大学を卒業後、アメリカのヴァンダービルト大学に留学した。帰国後の1929年（民国18年）8月に、外交部秘書となる。翌年4月から1931年（民国20年）3月まで外交部総務司司長を務めた。1935年（民国24年）3月、中央銀行理事となり、その翌年7月には広東省政府財政庁庁長となっている。以後、中英庚款委員会董事、上海浚浦局局長、中国銀行理事、中国建設銀行董事兼総経理、西南運輸公司総経理などを歴任した。1946年（民国35年）11月、制憲国民大会代表に選出されている。
1987年 5月11日、ニューヨークで死去。享年88。